# 地球隊長
《地球隊長》（日語：キャプテン・アース），是BONES製作的日本電視動畫作品。於2014年4月開始播放。導演為五十嵐卓哉，系列構成為榎戶洋司和BONES合製的動畫，製作在2010年播放的《STAR DRIVER 閃亮的塔科特》中的工作人員再度集結。漫畫版於動畫雜誌《Newtype》2013年10月號第一報開始連載。
以種子島為舞台，和持有不思議記憶的少年為中心的青春群像劇，描繪謎之巨大機器人和機械生命體的戰爭。
第一集開始時出現的英文為：
|            | WHEN I OPENED A DOOR CALLED TRUTH, MY CHILDHOOD ENDED. IT WAS A SUMMER I NEVER COULD FORGET. 自我打開那扇名為真相的門時，我的童年便已結束。 那是一個畢生難忘的夏天。 |
| ——地球隊長 | |

## 故事大綱
高中2年級生的真夏大地，在8歲時父親因太空事故而死亡以後便離開了種子島，在東京的蘭月高中展開生活，但在暑假開始前的一晚，在電視機裡目睹了種子島上空突如其來的出現的不可思議「圓形彩虹」。於是懷著激動而緊張的心情，大地一個人前往種子島一探究竟。
造成父親死亡的事故之謎、小時候與奇怪的少女邂逅的記憶……這些複雜的回憶在大地到達島上後湧上心頭，在某個設施發出的轟鳴警報聲中，他與「Earth Engine」相遇了——為了與從天王星而來的侵略者對抗，在這滿天星辰閃耀之際，少年的戰鬥從此拉開了帷幕。

## 登場人物

### Globe

#### 仲夏騎士團（ミッドサマーズナイツ）
真夏大地（DAICHI MANATSU，聲：（日）入野自由、中上育實（幼年）；（港）黃積權、陳琴雲（幼年））
17歲的高中2年級生。幼年時父親因為宇宙事故而過世。年幼時母親經常患病，在8歲時父親因太空事故而死亡以後便離開了種子島，在東京的蘭月高中展開生活。其後在電視上看見「圓形彩虹」，便於暑假時再次前往種子島，並再次進入禁止進入區域內的設施。之後在愛莉爾的引領下，看到即將襲擊地球的KILL-T-GANG，並獲得啟動Earth Engine的必要物品「生命光線槍」，成為Earth Engine的機師（Earth Driver）。
其後被勉任命為Globe種子島基地獨立遊擊部隊「仲夏騎士」的隊長，之後一直皆被稱為「隊長」。
在與Robin Goodfellow的最終決戰時以Earth Engine Impacter單獨進行交錯連接返回地球，利用機體內藏的主炮攻擊Robin Goodfellow造成一缺口，並從缺口進入內部，以傳心之吻奪回哈娜的肉體。最後聯同哈娜以生命光線槍破壞Robin Goodfellow，並一同回歸地球。
持有「生命光線槍－種子」，由愛麗爾交付給自己的光線槍。
嵐徹平（TEPPEI ARASHI，聲：（日）神谷浩史、牛田裕子（幼年）；（港）李凱傑、曾佩儀（幼年））
因擁有異能而排斥與人接觸的17歲少年，幼年時曾與大地相遇。能在手心裡釋放出彩虹。
真實身份是試管嬰兒之一，透過地球人類的遺傳因子而製成、KILL-T-GANG中的「Albion」的分身體，在試管嬰兒時被稱為「阿拉亞」。遺傳因子的提供者為嵐英司。在麥克白企業發生「神田事件」時，自己及其專用Machine Goodfellow「荒武者」皆被Globe帶走，其後接受Earth Engine的操縱及生命光線槍的發射等訓練。
在與亞馬拉及摩可戰鬥時，為了守護大地而自我引爆自己的自我區塊，雖然失去KILL-T-GANG的能力，卻意外地獲得了第三把生命光線槍。其後駕駛由Earth Engine的開發用原型機改造而成Nebula Engine，成為第2名機師（Earth Driver）。
最終話時與明一同以交錯連接返回地球，但沒能趕上大地與Robin Goodfellow的最終決戰。
持有「生命光線槍－DC（DreamCatcher）」，能產生光線防護罩阻檔物理攻擊。
夢塔哈娜（HANA MUTOU，聲：（日）茅野愛衣；（港）凌晞）
大地在年幼時擅自進入種子島的禁止進入區域的地下深處之際，在液體狀球體中看見的抱著生命光線槍沉睡著、褐色皮膚及長黑髮的少女。之後在大地觸碰球體後被喚醒。經常穿著白色連身裙。被亞馬拉及摩可稱為「Blume的公主」。能透過唱歌將儲存於Blume的自然能量透過自己身體作為中介，並注入Machine Goodfellow。因自己是Globe的方舟派在推展奇沃托斯計劃時必要的存在，使其成為方舟派狙擊的目標。對大地抱有好感。
真實身份是KILL-T-GANG為了發射生命光線槍，透過操作自然能量並加入KILL-T-GANG的王族因子而製造出來，非地球人非KILL-T-GANG的人工生命體（Blume的生體零件）。在幾千萬年前漂流到地球。由於KILL-T-GANG王族擁有隨意操縱生命能量的特別能力，為了生命光線槍能創造無限的能量，免除自然能量不足的問題，同時亦可把布露美當成兵器使用，終是用這些王族的基因製造了她。但其後哈娜在發射生命光線槍後，便逃到地球的種子島。
其所乘搭的「Blume」一直隱藏於種子島近海的海中。在久部擁有的資源衛星將墜落種子島之際，透過遠程操控「Blume」發射光束兵器將其擊毀，摧毀後因不能面對大地而逃走。在逃走期間遇到同樣是逃離真央家的剎那，短暫交談後遇到亞馬拉及摩可，認為自己是他們的目標，便以自己為誘餌並逃走（實際上他們二人的目標是剎那），最後逃至在一海灘並與大地及徹平重遇。其後被駕駛著「猛攻兔」的摩可捉拿，在危急關頭聽到笛聲並成功召出能夠控制光束，已經進入蛻變模式的「生命光線槍」。其後駕駛作為Earth Engine及Nebula Engine的預備機而開發製造的Flare Engine，成為第3名機師（Earth Driver）。
在夏日作戰時被羅賓（帕克）奪取Blume及肉體，變成「黑暗哈娜」（此時髮色會變成白色，服裝及語調亦有變化）。其後在Robin Goodfellow以交錯連接前往地球後，被緊追的大地以傳心之吻奪回肉體。之後看穿羅賓的謊言，並聯同大地破壞Robin Goodfellow。最終與大地回歸地球。
持有「生命光線槍－花蕾」，能操縱自己發射的生命光線的走向。
皮茲（聲：（日）小岩井小鳥）
淡藍色，類似松鼠的動物，經常與哈娜一起行動。能大約預知出現力比特活動的地點和時間。
夜祭明（YOMATSURI AKARI，聲：（日）日高里菜；（港）何寶珊）
17歲的少女，自稱魔法少女的天才駭客。
父親是Globe種子島基地的司令官西久保勉，母親是天海道知事。代號蝴蝶，曾在大地首次駕駛Earth Engine時提供幫助，其後加入種子島並住在父親家。于20话对嵐徹平告白。曾被阿拉玛与摩尔机劫持，动用黑客技术启动了全世界的核武器来威胁对方，若不保证自己的安全，会将KILL-T-GANG所作为食物的人类全部消灭。

#### 種子島基地
西久保勉（聲：（日）小山力也；（港）陳欣）
Globe種子島基地的司令官。以前曾與大地的父親太陽一起工作。
日野琳達（聲：（日）名塚佳織；（港）柚子蜜）
Globe種子島基地的副司令官。
彼得·西村（聲：（日）坂口候一；（港）潘文柏）
Globe種子島基地的科學部長。
山達（聲：（日）高木俊；（港）胡家豪）
Globe種子島基地的操作員。
聲：（日）金本涼輔；（港）鄧志堅
Globe種子島基地的操作員。
涉谷（聲：（日）志村知幸；（港）葉振聲）
Globe種子島基地的專門醫生。大地、哈娜和徹平的主治醫生。

#### 天海道
夜祭 椿（聲：（日）澤海陽子；（港）許盈）
天海道的知事（司令官）。44歳。明的母親，勉的前妻。曾經幫阿明申請成為基和托斯計劃的第三次沉睡者，最後選擇尊重阿明的意願而同意取消申請。據徹平和羽奈所說，當知事看著阿明，又或是說起阿明的事，表情就會立刻變得溫柔。從小就沒怎麼照顧阿明，任由阿明一個人，自覺沒有盡媽媽的責任，為此多年來一直耿耿於懷。直至聽到從小就不喜歡結識朋友的阿明，第一次在她面前說其他人是朋友時，基於有點在意而找來該位朋友－羽奈詢問，最後得到羽奈鼓勵而釋懷。
美亞（Mia，聲：（日）小岩井小鳥；（港）廖杏茵）
天海道的操作員，負責監控所有引擎出擊前的擴張程序。26歳。金髪的女性。對徹平有好感，在羽奈口中得知徹平沒有女朋友後，隨即與莉奈展開了一連串追求攻勢。
莉奈（Rena，聲：（日）中上育實；（港）吳羨婷）
天海道的操作員。26歳。棕色頭髪的女性。

#### Salty Dog
廣末禮都（聲：（日）草尾毅；（港）李致林）
Salty Dog的監察官兼内務調査官。
狗狗爵士／加尼斯教授（聲：（日）五王四郎；（港）盧國權）
Salty Dog的幹部方舟派成員。71歳的男性，禿頭。為基和托斯號的開發者。
施皮茨／安藤妮歐（聲：（日）松谷彼哉；（港）陳琴雲）
Salty Dog的幹部方舟派成員。26歳的女性，擁有一把金色長髪。
巴烏先生（聲：（日）斧アツシ；（港）黃子敬）
Salty Dog的幹部方舟派成員。

#### 其他
積克（聲：（日）廣田行生；（港）朱子聰）
「迎擊派」三巨頭之一。與昆恩共同被稱呼為「司令」。
昆恩（聲：（日）安藤麻吹；（港）袁淑珍）
「迎擊派」三巨頭之一。

「迎擊派」三巨頭之一。

### 麥克白企業
久部正樹（聲：（日）內田夕夜；（港）梁偉德）
麥克白企業（Macbeth Enterprises）的CEO。利用Globe方舟派的「奇沃托斯計劃」以實現自己的理想「麥克白革命」。
於第15話怀疑帕克，被帕克利用真央開發的「安裝」裝置奪去肉體。
牧野瞳（聲：（日）牛田裕子；（港）黃瑩瑩）
久部社長的秘書。對久部抱有好感。
帕克（聲：（日）下和田裕貴；（港）張裕東）
麥克白企業的電腦，是世界最強的人工智能。口頭禪為「帕克是不會說謊的」。試管嬰兒及Machine Goodfellow皆是帕克的提案。表面上效忠久部，實際幫助亞馬拉及摩可兩人。利用真央開發的「安裝」裝置奪取久部的肉體並取替了他，之後在帕克的外殼及久部的肉體自由移動。
真實身份是KILL-T-GANG所制作的母船「奧伯龍」的控制系統「羅賓」。作為支持KILL-T-GANG的道具而活動，但內心卻抱著將來能得到自我區塊的野心。其後將麥克白企業的人工智能「帕克」黑掉且取而代之，並於此時開始向著目標採取行動。當初利用神田社長，在他知道真相後便將其殺害，引起「神田事件」。之後欺騙並操縱身為後任CEO的久部及行星齒輪裝置的成員，以「羅賓」之名贊助真央的「安裝」裝置開發工作，並在裝置完成時指使光一奪取。對異次元生命體「生命光線槍」感到威脋，並警戒著增力等離子連發槍的強大威力。
在仲夏騎士與KILL-T-GANG於奧伯龍進行最終決戰時現出本性。在KILL-T-GANG的自我區塊中安裝自身意識，將KILL-T-GANG作為武器並利用，以掌握主導權。在被大地以增力等離子連發槍射擊後，以身體自我區塊化的形式復活，並宣言會將生存在銀河系的一切智能生物裝載自己的意識，從而成為銀河系的真神。其後劫持哈娜所在的Blume，取得哈娜的肉體及其生命光線槍，並將Blume轉化為「Robin Goodfellow」。之後因生命光線槍不承認奪取哈娜肉體的帕克而無法發射，自稱是「銀河的絕對支配者」的羅賓（帕克）便打算摧毀與生命光線槍有接觸的文明－－地球，及後被仲夏騎士與KILL-T-GANG攻擊，KILL-T-GANG更以自身的自我模組發動自爆攻擊，但只消耗了羅賓不少體力。在以交錯連接前往地球後，被追來的大地瘋狂攻擊，並被其進入了Robin Goodfellow的內部，對哈娜進行傳心之吻並奪回哈娜。之後以「攻擊自己會令Robin Goodfellow失去控制並落入地球，使地球因行星規模的氣候變化而變成死星，同時哈娜亦會死」威脋大地，但被哈娜看穿是想保持自我區塊化的自己進入地球，並發動力比特爆發。最後被大地和哈娜以生命光線槍連射破壞Robin Goodfellow，自身及其自我區塊亦因被射穿而爆炸並被消滅。
阿賀（聲：（日）木村雅史；（港）馮志輝）
麥克白企業的機械師。
聲：（日）杉山大；（港）周倚天
麥克白企業的機械師。
神田隆史（聲：（日）楠見尚己；（港）張炳強）
麥克白企業的前社長。

### 行星齒輪裝置（KILL-T-GANG）
亞馬拉（AMARA，聲：（日）鈴村健一；（港）關令翹、鄭麗麗（童年））
代表色：藍
行星齒輪裝置TYPE ONE「亞瑪洛克」的Avater（分身體）
外觀為藍髮少年，17歳，KILL-T-GANG的領導。
神田事件發生時，以設計兒童的身份與摩可一同被寄放在海外馬克白企業的子公司「西鈍公司」的研究設施。
8歲時於古費路機體的實驗中覺醒。
九年前襲擊地球，殺死了當時進行迎擊的真夏太陽
与摩可一起聚集了所有同伴，实力很强。
認為KILL-T-GANG以外的事物全都被利用的工具。人類純粹是生命能量的來源。
最终战为保护摩可自爆自主模块变成普通人，离开得最早。
摩可（MOCO，聲：（日）坂本真綾；（港）魏惠娥）
代表色：粉紅
行星齒輪裝置「瑪爾金」的Avater（分身體）
粉紅色頭髮少女，17歳，於8歲時古費路機體行星齒輪裝置覺醒。
對亞馬拉有好意。當被問及與亞瑪洛克的關係時，曾以「與其說是同伴，不如說是命運共同體」作為回答。
渐渐喜欢上地球和地球上的风。
最终战自爆自主模块。
剎那（SETUNA，聲：（日）工藤晴香；（港）羅孔柔）
代表色：紫
行星齒輪裝置「塞壬」的Avater（分身體）
紫髮的１７歲童顏少女，特徵是說話的語尾會加上「…desu」。為少數能夠隨意操縱生命能量的王族之一，被亞瑪洛克等人稱為「賽蓮大人」。
神田事件中行蹤不明的設計兒童之一。７歲時被毬村真央保護及撫養，得知毬村真央養肓自己的真正目的後逃亡，行蹤不明。自此變成了無家可歸的人，居無定所，以售賣菈帕的手繪畫像維生。摩可使用特殊能力感應到其身處的位置，再通過亞馬拉的感應之吻覺醒。覺醒前一直跟在身邊，與皮茲相似，名為「菈帕」的粉紅色松鼠，在刹那觉醒那一刻，便突然從她面前消失。
能用歌声聚集生命能量。能利用蚕茧复活其他KILL-T-GANG的自主模块。最终自爆自主模块。
仁（ZIN，聲：（日）內山昂輝；（港）鍾見麟）
代表色：紅
KILL-T-GANG「占巴多」的Avater（分身體）
17歳的紅髮少年，左眼經常被頭髮所隱藏。於動畫第８話初登場。
神田事件中行蹤不明的設計兒童之一。事件後由警察保護，然後在孤兒院長大。
16歲剛升讀高中時，被最信任的朋友背叛後，自覺「這隻手到最後什麼也抓不住」
一年前中途退學，在台場的一間賭場內任職荷官。由於能隨意控制賭桌上，珠子落入的位置，而被其賭場擁有人青睞。
藉由莫可的感應之吻覺醒。
覺醒前，自言「從來不覺得這個世界有趣」，並認為「這隻手到最後什麼也抓不住」；
變成真正的自己後覺得這個世界將會變得很有趣，這時對身為KILL-T-GANG的他而言沒什麼東西是抓不住的。
最终战被破坏自主模块。
愛（AI，聲：（日）山本希望；（港）陳皓宜）
代表色：黃
行星齒輪裝置「愛爾塔露」的Avater（分身體）
金色短髮的少女，17歲。於動畫第９話初登場，並駕駛其專屬MGF於新宿第二開發區的大廈頂樓出現。
神田事件中行蹤不明的設計兒童之一。在孤兒院長大。
沒有上過學，便投身藝能界，並積極發展歌唱事業。
覺醒前，經常沒有自信，一直以「興奮、忐忑不安、心跳加速」作為口頭禪
於新宿活動會場的休息室，藉著莫可的感應之吻覺醒後，性格變得強勢。口頭禪亦隨即改變為「心臟、停止跳動、我是吸血鬼」
于20话混入天海道，引起危机。最终战被破坏自主模块。
琳（LIN，聲：（日）潘惠美；（港）劉惠雲）
代表色：淺藍
行星齒輪裝置TYPE FOUR「莉邦」的Avater（分身體）
波浪形的淺藍色短髮的少女，17歲。於動畫第１０話初登場。
神田事件中行蹤不明的設計兒童之一。事件後，巨大企業家的撫養下成長，現沉迷於電單車而沒有升讀高中，一直在追求「風」，會在高速公路上與人進行電單車速度競賽的賭博。此外，為了擁有速度更快的電單車，協助當時遇到的毬村真央進行研究以獲得報酬。
在研究所被亞瑪洛克的感應之吻覺醒，與大地在古費路機體的啟動速度上決勝負。
在水族館對大地表示「早晚會死的並不是真正的人類」
最终战为保护塞壬被破坏自主模块。
莫（BAKU，聲：（日）豐永利行；（港）黃啟昌）
代表色：綠
行星齒輪裝置「巴古比亞」的Avater（分身體）
綠髮少年，17歲，戰鬥能力跟亞瑪洛克同級。於動畫第１２話初登場。
神田事件中行蹤不明的設計兒童之一。事件後，由於某些原因被賣到奴隷市場。然後被當時１２歲，黑道麻野田組的獨生女買下。一直對大小姐的抱持深深的感激。
在麻野田組所控制的非法地下格鬥場進行未獲批准的比賽，供客人投注，比賽勝負，是格鬥場內不敗的王者。
害怕無法再保護對他很重要的事物，內心期盼著「千萬別破壞現在這個我」，所以本能上一直抗拒同亞瑪洛克等人接觸。
１年前的馬古斯號事件中，巴古比亞的個人意願引發出個人特殊能力，令原本在船上炸死的人全部復活。但其實全都只是巴古比亞製造出來的幻象。
巴古比亞通過莫可的感應之吻覺醒的同時，失去了久美子。由於絶望而變得自暴自棄的巴古比亞加入了行星齒輪裝置。但有別於其他成員，巴古比亞覺醒後性格並沒有任何改變。
曾在土星附近拦截大地等人，一度被破坏自主模块。后被塞壬复活，最终战自爆自主模块。
一心保護麻野田組的大小姐，同時此亦化為思念使其擁有特異性效果，能修復受損的東西，但必須與大小姐有關。

#### 行星齒輪裝置相關人物
高見隆生（聲：（日）本橋大輔；（港）林筠翔）
中森奈緒子（聲：（日）高尾雪；（港）黃昕瑜）
毬村真央（聲：（日）小林沙苗；（港）曾佩儀）
黑色長髮的女性。於臨海大學進行「能夢到喜歡的夢境的系統」的研究工作，並受到「羅賓」的出資援助該項目。不時向琳支付報酬以換取其成為研究的實驗體。與剎那一同居住。
開發系統的目的是透過將自己的意識「安裝」至他人的肉體（剎那），企圖到達不老不死的階段，但與剎那接吻時被她得知目的且逃走，最後在追回剎那的時候被光一射殺。
伴光一（聲：（日）岡本信彦；（港）陳灝瑋）
戴眼鏡的青年。毬村真央的助手，在真央的研究所協助她進行研究。其後接到「羅賓」的命令將真央射殺，並盗走其開發的「安裝」裝置。
麻野田和也（聲：（日）中田讓治；（港）招世亮）
麻野田久美子（聲：（日）瀨戶麻沙美；（港）張頌欣）
狩屋晴彥（聲：（日）小野塚貴志；（港）陳廷軒）
聲：（日）下和田裕貴

### 其他
真夏太陽（聲：（日）森川智之；（港）李鎮然）
大地的父親，太空人。9年前在地球被KILL-T-GANG（亞馬拉的Amarok）進攻時乘坐載人Impacter對其攻擊，最後死亡。
真夏俊明（聲：（日）保村真；（港）蘇強文）
大地的叔叔及監護人，40歳。
嵐英司（聲：（日）石田彰；（港）曹啟謙）
在天海道的方舟模塊被進行人工冬眠的囚犯。奇沃托斯計劃的成員，徹平的遺傳因子提供者。
曾為了阻止徹平成為麥克白企業的試驗品而犯下暴行和殺人未遂之罪。原在天海道的方舟區進行人工冬眠，其後被徹平和明喚醒並從方舟區逃出，但因保護徹平而受傷並被Salty Dog帶走。最後在返回地球時逃走，下落不明。
愛莉爾
謎一般的小學生，初次登場用直笛吹「一閃一閃亮晶晶」向大地招手，並賦予大地生命光線槍。應該就是生命光線槍的自我意識人格化體現。同时也是随时跟着夢塔哈娜的皮茲。

## 登場機械

### 衝擊者（，インパクター）
地球一方用以迎撃KILL-T-GANG的兵器。兵器全長的差距使其分為大型及小型兩種，此外，「迎擊派」擁有的Impacter是需要操縱者控制的載人型，而「方舟派」擁有的則是利用遠程操作控制的無人型。載人衝擊者被稱為「Engine Series」，以生命光線槍為動力源，在小型Ordinary的型態下與三部份部件進行合體並轉變成大型Impacter型態。原本是以「奇沃托斯計劃」中的奇沃托斯的護衛作為開發目的。
此外，Earth Engine及Nebula Engine還追加了大型支援兵器「增力等離子連發槍」。
地球引擎（アースエンジン・インパクター）
為了對抗KILL-T-GANG而由Globe種子島基地秘密開發的載人衝擊者，機身顏色主要為白色。全高約50m。駕駛者為大地。Impacter由四個部分組合而成，核心區塊為Earth Engine Ordinary，其餘三個擴充部位由天海道保管（分別是ROAD GATE保管的腳部「EEE-01」、MARINE GATE保管的腹部和腕部「EEE-02」及SKY GATE保管的頭胸部「EEE-03」）。
當初預定的駕駛者是徹平。「Earth」此名是由大地的父親真夏太陽所命名的。
武裝為雙臂的收納式大炮，雙肩的收納式實彈火神炮，及內藏於頭部的最大威力的主炮（但發射時頭部會損毀，因此只能使用一次），且巨大的手臂亦可作格鬥用途。
EARTH ENGINE ORDINARY
作為Earth Engine Impacter的核心機的小型Earth Engine。全高約8m。對抗KILL-T-GANG時會從Globe種子島基地乘搭飛馬座火箭上太空，戰鬥結束時會經歸還模組返回地球。在地上能與Machine Goodfellow戰鬥，收藏於機動列車的機庫內，在Machine Goodfellow出現時會以磁軌砲彈射至其出現地點。
星雲引擎（ネビュラエンジン・インパクター）
第10話登場。與Earth Engine一樣是載人衝擊者，機身顏色為藍色。全高約50m。駕駛者為徹平。由Earth Engine的開發用原型機改造而成，是Engine Series中最早完成的機體。與Earth Engine一樣，在天海道亦有能與此機進行擴充的擴充部位存在（NEE-01、NEE-02、NEE-03）。
武裝為位於雙臂前端部分、能將自然能量轉換成光束的「DC炮」，將自然能量收束成軍刀形狀的「DC劍」，以及在腕部展開光束盾的「DC盾」。
NEBULA ENGINE ORDINARY
小型Nebula Engine，機體內搭載了徹平使用的Machine Goodfellow「荒武者」。全高約8m。Nebula Engine Impactor的核心機。由運輸機帶至太空出擊。
閃光引擎（フレアエンジン・インパクター）
於第16話出現的新型衝擊者，與Earth Engine一樣是載人衝擊者。全高約60m。駕駛者為哈娜。機身顏色為紅色。Earth Engine及Nebula Engine的預備機，並不是單純的強化迎擊能力，而是以打擊敵人的據點為目標而開發製造。與Earth Engine一樣，在天海道亦有能與此機進行擴充的擴充部位存在（FEE-01、FEE-02、FEE-03）。基本作為遠距離炮擊使用，可從腕部變形並移動至近距離進行炮擊。
此機參戰的次數只有第16話對Aiataru那一戰，之後的戰鬥皆沒有參加。
武器為裝於兩肩、能發射強力光束的大口徑二連裝長距離加農炮，及裝於腕部、能擴散光束的近距離用擴散高出力炮。
FLARE ENGINE ORDINARY
作為Flare Engine Impacter的核心機的小型Flare Engine。武裝和Earth Engine與Nebula Engine相同。全高約8m。與Earth Engine一樣是乘搭飛馬座火箭上太空。
刻耳柏洛斯（KERBEROS）
於第17話出現，由「方舟派」所開發、用作奇沃托斯計劃的護衛的無人磁懸浮式高機動Impacter。全長約30m。由三部機體所構成，通過超電磁力場互相干涉，能將機體動作控制成無秩序。機動性遠超於Engine系列。但是，在被派出與KILL-T-GANG戰鬥時，被Malkin奪走機體的控制權。其後在戰鬥時被Earth Engine和Nebula Engine破壞了一部，在重新奪回控制權後，剩餘兩部被Malkin摧毀。之後，在夏日作戰發動時以Garm Engine的搭載機而再度出現，最後三機皆被大地破壞。
薩拉瑪引擎（SARAMA ENGINE）
這跟基路比羅斯同樣是「方舟派」做主導開發的無人駕駛衝擊者。全長約300m。雖然體積巨大，但是擁有很高的機動性，還配備小型攻擊兵器。形狀類似飛行戰艦，能發射激光束。此機還具備變形功能，平常處於巡航模式，在轉變成戰鬥模式後便會擁有一對機械手。
於第19話由澳洲出發，前往追擊打算返回日本的大地一行人，並打算將哈娜抓住。正常情況下，進入日本防空識別區，會令航空自衛隧出擊。在交戰時以高出力的激光將大地等人所在的大型輸送機破壞並捕獲，最後被哈娜所驅動的Blume摧毀。
武器為「Sarameya」（巡航模式時會釋放大量小型攻擊兵器，以激光束攻擊）、機械手內藏的光束炮，以及藏於機體口腔內的高出力光束炮。
GARM ENGINE
同是方舟派擁有的超巨大無人Impacter。全長約2,000m。其體積接近天海道的程度。以捕捉KILL-T-GANG為目的而開發。外表類似有六個巨型爪子的花朵，形狀則類似蜂巢。
於第22話夏日作戰發動時登場，備有強大火力，內部亦搭載了刻耳柏洛斯，一度令大地等人處於苦戰，最後被Earth Engine擊毀。
武器為等離子光束炮（於中心部發射能連發的大出力光束）及電磁網（由24部子機配置在附近並展開力場以捕捉目標）。
無人駕駛衝擊者
太空空間的AEO（接近地球物體）接近地球時會自動採取迎擊機制，充當護衛的無人兵器，亦負責迎擊接近地球的KILL-T-GANG。根據不同的配備位置而有不同的名稱，包括第1防衛圈Impacter（距離地球表面37萬至3萬6000km）、第2防衛圈Impacter（距離地球表面3萬6000至350km）、低軌道Impacter、平流層內Impacter。有著搭載核武器的無人Impacter，但為防止污染地球而必須在遠距離迎擊。
- 胡蘿蔔號：所屬Globe俄羅斯基地的第1防衛圈Impacter。搭載多數的20m級導彈。
- 無花果號：所屬Globe德國基地的第1防衛圈Impacter。會從本體發射出20m級小型機以光束進行攻擊。

### 行星齒輪裝置（）
亞瑪洛克（Amarok）
亞馬拉回到KILL-T-GANG型態時的樣子。
行星齒輪裝置TYPE ONE。
瑪爾金（Malkin）
摩可回到KILL-T-GANG型態時的樣子。
行星齒輪裝置TYPE TWO。
莉邦（LiBean）
琳回到KILL-T-GANG型態時的樣子。
行星齒輪裝置TYPE FOUR。
愛爾塔露（Aiataru）
愛回到KILL-T-GANG型態時的樣子。
占巴多（Jinbaruto）
仁回到KILL-T-GANG型態時的樣子。
行星齒輪裝置TYPE SIX。
巴古比亞（BagBear）
莫回到KILL-T-GANG型態時的樣子。
賽蓮（Seiren）
剎那回到KILL-T-GANG型態時的樣子。
艾比昂（Albion）
徹平回到KILL-T-GANG型態時的樣子。

### 古費路機體（，マシン グッドフェロー）
由馬克白企業所開發，並由潛伏在地球的亞瑪拿和莫可協助開發的機體。用來控制機動兵器的腦機互動介面，每部機均經過精密調整，由其中一名設計兒童專用。無論是任何最新兵器，只要經過這部機體，任何一名設計兒童都可以像自己的四肢一樣自己控制。生命能量是KILL-T-GANG活動時必需的（生命光線槍發射的能量亦屬其一），只要在古費路機體頸部位置插入裝滿生命能量的容器，坐在機體內的設計兒童的意識就會隨即轉移至KILL-T-GANG上。由古費路機體插入生命能量容器後，直至能量轉移至KILL-T-GANG為止，大約需時３分５９秒，倘若期間被破壞其頸部，便會無法活動。
荒武者
藏於Globe種子島基地的Machine Goodfellow。
天狼星
亞馬拉所操縱的人型Machine Goodfellow的藍色機體。能在空中自由飛翔。武裝為衝鋒槍。
猛攻兔
摩可所操縱的人型Machine Goodfellow的粉紅色機體。武裝為裝在雙腕的格林機砲進行大範圍攻擊。
人外境
仁所操縱的人型Machine Goodfellow的紅色機體。特徵為機體背面連接了旋翼。武裝為右手的大型來福槍。
蛇花火
愛所操縱的人型Machine Goodfellow的黃色機體。武裝為兩肩的二連裝大炮及兩臂的三連裝炮。
人魚姬
琳所操縱的人型Machine Goodfellow的青色機體。兩肩搭載了大型的推進器，能透過變形於水中自由活動。武裝為魚雷及對裝甲用的刀。
爆裂獸
莫所操縱的人型Machine Goodfellow的暗綠機體。擅長使用腕部的拳套和腳部的伸縮踢擊進行格鬥戰。
精靈鏡
剎那所操縱的人型Machine Goodfellow的紫色機體。僅設定登場，作品中並未登場

### 艦船
Blume
當初哈娜逃離KILL-T-GANG的飛船，生體零件為哈娜。

### 其他兵器
Strike Beagle
方舟派擁有的無人偵察機。武裝是裝在機首的格林機砲。
Salty Bulldog
方舟派擁有的無人戰車。砲彈威力可將Ordinary的膝關節破壞。外型仿波蘭的PL-01戰車。
Robin Goodfellow
最終回登場的超大型機動兵器，帕克侵佔Blume後並變形為人形兵器，外表也跟著改變。擁有最強火力的武裝和超高防衛力，破壞奧伯龍後瞬間傳送到地球。在帕克企圖毀滅地球時，Earth Engine Impacter及時趕上並破壞Robin Goodfellow的手腕後入侵內部，最後大地和哈娜一起使用生命光線槍破壞其內部。
翼地效應機．布拉維克號
原本屬於澳洲中央司令部附近的卡奔塔利亞灣基地，是最新配備的大型運輸機。但由於該基地的戒備比較薄弱，再加上主系統被阿明入侵而失靈一個小時，最後被大地和徹平乘亂輕易奪走。
基和托斯號

## 用語

### 組織・企業・施設
Globe
超國家的組織，以種子島為基地。
組織內部有支持基沃斯特計劃的「方舟派」及主張對抗並迎擊KILL-T-GANG的「迎擊派」的不同派系存在，在對抗KILL-T-GANG時意見會出現分歧。
天海道
位於地球的衛星軌道，由三個人造衛星所組成的太空站的總稱。三個人造衛星分別被命名為「α衛星（ROAD GATE）」、「β衛星（MARINE GATE）」、「γ衛星（SKY GATE）」。
另外，天海道亦管有並保護奇沃托斯計劃成員的人工冬眠模塊（通稱：方舟模塊）。
傳承號
久部正樹利用西頓公司製造的人造衛星。是久部為了可以在宇宙避難，放置於地球和月球正中央，位於L1點暈軌道的重要資源衛星。質量大約是１０萬噸，直徑不足１００米，儲存了實行奇沃托斯計劃之時不可缺少的物資。這個尺寸的微型天體，就算是宇宙防衛早期警戒系統都沒可能探測得到，倘若直接墜落，衝擊所產生的能量將會是幾百萬噸TNT炸藥的威力之多。動畫１４話中，傳承號被啟動了改變軌道的推動器，墜落地點是日本南部的種子島，其背後目的是藉此制裁久部，同時毀滅Globe的基地。但最後被布露美的光速兵器完全摧毀。

### KILL-T-GANG 相關
KILL-T-GANG
充滿謎團的機械生命體（異星人），自稱是「行星齒輪裝置」。
透過遺傳工程的方式打造出自己跟人類外貌一樣的化身來。年幼時會跟一般地球人一樣地生活，但會在一定年齡後覺醒而認識到自己是KILL-T-GANG。要回到原本的身體時，則會透過Machine Goodfellow注入高濃度的情欲因子進行「情動釋放（Abreaction）」，將自己的精神抽出後跟自我區塊融合，變換成KILL-T-GANG的機械實體。
根據地位於天王星的衛星軌道的奧伯龍，機體射出後會利用量子門轉移至月球附近的空間。
感應之吻
行星齒輪裝置的特性之一。在跟某個人接吻時，就能夠大致感覺到對方那一刻心中在想什麼，也就是心靈感應。

### 其他的用語
奇沃托斯計劃
Globe的方舟派所支持的逃離地球計劃。對外聲稱是由志願者組成的遠距離宇宙旅行，實際是將被挑選的極少數的精英們進行人工冬眠，並在地球被KILL-T-GANG攻擊時乘搭宇宙船逃離地球。
馬古斯號事件
事件中一艘屬於黑幫組織－麻野田組的遊艇在橫濱被引爆，發生爆炸的時候，幾乎所以麻野田組的成員都在那艘遊艇上，卻沒有人死亡。爆炸的原因是由於兇手麻野田久美子對這個圍繞著自己的世界感到非常絕望，因此把在地下室找到炸彈引爆，希望藉以終止父親人口販賣的行為。

## 工作人員
- 監督：五十嵐卓哉
- 系列構成：榎戶洋司
- 角色原案：三巷文
- 角色設計、總作畫監督：石野聰
- 引擎系列設計、主設計工作：コヤマシゲト
- 機械設計：荒牧伸志、高倉武史
- 概念設計：okama
- 圖形設計：草野剛
- 設計工作：齋藤將嗣
- 特技監督：村木靖
- 美術監督：矢中勝、衛藤功二
- 美術設計：高橋武之
- 色彩設計：中山しほ子
- 攝影監督：神林剛
- CGI監督：太田光希
- 後補監督：淺井義之
- 編輯：西山茂
- 音響監督：若林和弘
- 音響效果：倉橋静男
- 音樂：MONACA、神前曉
- 音樂製作：avex pictures、MONACA
- 動畫製作：BONES
- 製作：地球隊長製作委員會

## 主題曲
片頭曲
（第2話 - 第13話）
作詞：山村隆太，作曲：阪井一生，編曲：百田留衣，主唱：flumpool
第1話作為片尾曲使用、第25話作為劇中曲使用。
「TOKYO Dreamer」（第14話 - 第25話）
作詞、作曲：光村龍哉，編曲：NICO Touches the Walls & Takashi Asano，主唱：NICO Touches the Walls
片尾曲
（第2話 - 第13話）
作詞、作曲、編曲：ARCHITECT，主唱：HANA star. 茅野愛衣
第1話未使用。
「The Glory Days」（第14話 - 第24話）
作詞、作曲、編曲：ryo(supercell)，主唱：Tia
（第25話）
作詞、作曲、編曲：ARCHITECT，主唱：HANA star. 茅野愛衣
劇中曲
（第1話、第3話、第6話、第7話）
作詞：，作曲：神前曉，編曲：神前曉、高田龍一，主唱：夢塔哈娜（茅野愛衣）
（第9話）
作詞：，作曲、編曲：岡部啟一，主唱：愛（山本希望）
（第11話、第17話）
作詞：，作曲、編曲：高田龍一，主唱：剎那（工藤晴香）

## 各話列表
| 話數 | 日文標題                                        | 中文標題             | 香港標題           | 劇本     | 分鏡                | 演出       | 作畫監督            | 機械作畫監督  |
| ---- | ----------------------------------------------- | -------------------- | ------------------ | -------- | ------------------- | ---------- | ------------------- | ------------- |
| 1    | Earthengine open fire                           | Earth Engine開始戰鬥 | 地球引擎，揭開戰幔 | 榎戶洋司 | 五十嵐卓哉 村木靖   | 浅井義之   | 菅野宏紀            | 吉岡毅        |
| 2    | It's called Livlaster                           | 槍之名為生命光線     | 槍名是生命光線槍   | 榎戶洋司 | 五十嵐卓哉 村木靖   | 佐藤育郎   | 小平佳幸            | 大塚健        |
| 3    | The rainbow of Albion                           | 阿爾比昂的彩虹       | 艾比昂的彩虹       | 榎戶洋司 | 京極尚彥 五十嵐卓哉 | 京極尚彥   | 齋藤英子            | 長野伸明      |
| 4    | Assault of the Planetary gear                   | 行星齒輪裝置的強襲   | 行星齒輪裝置的突襲 | 榎戶洋司 | 福田道生            | 大西景介   | 村田峻治            | 清積紀文      |
| 5    | Starry sky's picture book                       | 星空的繪本           | 星空繪本           | 榎戶洋司 | 五十嵐卓哉          | 前園文夫   | 牛島勇二 鈴木佐智子 | 不適用        |
| 6    | Kivotos plan                                    | 奇沃托斯計畫         | 基和托斯計劃       | 榎戶洋司 | 酒井和男            | 佐藤育郎   | 村井孝司            | 不適用        |
| 7    | The Midsummer's Knights                         | 誕生 仲夏騎士        | 仲夏騎士團誕生     | 榎戶洋司 | 古田丈司            | 成田歲法   | 出雲譽明            | 大塚健        |
| 8    | Sign from the dark                              | 發現那封印的夜晚     | 察覺印記的一晚     | 榎戶洋司 | 五十嵐卓哉          | 淺井義之   | 菅野宏紀            | 吉岡毅        |
| 9    | Magical Girl Akari-chan                         | 魔法少女小明         | 魔法少女阿明       | 榎戶洋司 | 福田道生            | 矢野孝典   | 齋藤英子            | 長谷伸明      |
| 10   | On the windy planet                             | 在風之星             | 在風之星           | 榎戶洋司 | 數井浩子 村木靖     | 數井浩子   | 村田峻治            |               |
| 11   | Through the window of Setsuna                   | 剎那的窗邊           | 剎那的窗邊         | 榎戶洋司 | 大町生              | 大原實     | 服部憲智 嘉村弘之   | 不適用        |
| 12   | Boys' battlefield                               | 戰鬥的少年們         | 戰鬥的少年         | 榎戶洋司 | 福田道生            | 佐藤育郎   | 小平佳幸            | 不適用        |
| 13   | My town                                         | 之街                 | 阿博的城市           | 榎戶洋司 | 五十嵐卓哉 黑川智之 | 黑川智之   | 村井孝司            | 大塚健        |
| 14   | A maiden's tear that sparkled through the night | 劃破夜晚的少女之淚   | 少女劃破夜空之淚   | 榎戶洋司 | 吉田泰三            | 吉田徹     | 日下部智津子        | 不適用        |
| 15   | True self                                       | 真正的自己           | 真正的自己         | 榎戶洋司 | 福田道生            | 矢野孝典   | 石橋翔祐            | 阿部慎吾      |
| 16   | Her Flare                                       | 綻放的閃光           | 綻放的閃光         | 榎戶洋司 | 大原實 村木靖       | 淺井義之   | 出雲譽明            | 吉岡毅        |
| 17   | The Knights of midsummer                        | 仲夏的騎士們         | 仲夏騎士           | 榎戶洋司 | 金子伸吾            | 佐藤育郎   | 前田義宏            |               |
| 18   | Onslaught through the wilderness                | 荒野的猛襲           | 荒野的強攻         | 榎戶洋司 | 五十嵐卓哉 村木靖   | 大町生     | 齊藤英子 武本大介   | 長野伸明      |
| 19   | Your Smile means everything                     | 為了現在微笑的你     | 為了現在微笑的你   | 榎戶洋司 | 吉田泰三 村木靖     | 岡田堅二朗 | 小平佳幸            | 大塚健        |
| 20   | Satellitejack                                   | 劫持衛星             | 騎劫衛星           | 榎戶洋司 | 酒井和男            | 黑川智之   | 村井孝司 青野厚司   | 不適用        |
| 21   | The meaning of a captain                        | 隊長的條件           | 隊長的條件         | 榎戶洋司 | 數井浩子 村木靖     | 吉田徹     | 日下部智津子        | 吉田徹        |
| 22   | The Operation Summer                            | 夏日作戰發動         | 發動，夏日作戰     | 榎戶洋司 | 五十嵐卓哉 村木靖   | 佐藤育郎   | 石橋翔祐 堀川耕一   | 橫屋健太      |
| 23   | A Midsummer Night's Dream                       | 仲夏夜之夢           | 仲夏夜之夢         | 榎戶洋司 | 五十嵐卓哉          | 吉田徹     | 日下部智津子        | 吉田徹        |
| 24   | Auberon                                         | 奧伯龍               | 奧伯龍             | 榎戶洋司 | 福田道生            | 淺井義之   | 齊藤英子 小平佳幸   | 阿部慎吾      |
| 25   | Captain Earth                                   | 地球隊長             | 地球隊長           | 榎戶洋司 | 五十嵐卓哉          | 五十嵐卓哉 | 石野聰 石橋翔祐     | 吉岡毅 大塚健 |

## 播放電視台
日本深夜動畫：下文記載的日本国内播放時間使用日本標準時間（UTC+9）表示。因為部分時間标识會採用30小时制，因此請留意这类超过24:00的时间，其實際播放時間為翌日清晨。
| 播放地區   | 播放電視台   | 播放日期               | 播放時間（UTC+9）         | 所屬聯播網   | 備註                                          |
| ---------- | ------------ | ---------------------- | ------------------------- | ------------ | --------------------------------------------- |
| 近畿廣域圈 | 每日放送     | 2014年4月5日－9月20日  | 星期六 25時58分－26時28分 | 日本新聞網   | 「Anime Shower」第1部                         |
| 東京都     | TOKYO MX     | 2014年4月6日－9月21日  | 星期日 23時30分－24時00分 | 獨立UHF局    |                                               |
| 愛知縣     | 愛知電視台   | 2014年4月6日－9月21日  | 星期日 25時35分－26時05分 | 東京電視網   |                                               |
| 日本全國   | BS11         | 2014年4月6日－9月21日  | 星期日 27時00分－27時30分 | 衛星電視     | 「ANIME+」節目                                |
| 鹿兒島縣   | 南日本放送   | 2014年4月9日－9月24日  | 星期三 25時35分－26時05分 | 日本新聞網   | 原作舞台                                      |
| 日本全國   | 萬代頻道     | 2014年4月11日－9月26日 | 星期五 12時00分 更新      | 網絡電視     |                                               |
| 日本全國   | NICONICO頻道 | 2014年5月16日－9月26日 | 星期五 24時00分 更新      | 網絡電視     |                                               |
| 日本全國   | Animax       | 2014年6月2日－11月17日 | 星期一 22時00分－22時30分 | 衛星電視     | 有重播                                        |
| 香港       | J2           | 2015年3月30日－8月25日 | 星期一 24時05分－24時35分 | 數碼地面電視 | UTC+8 有字幕 雙語廣播 有重播 myTV提供14日重溫 |

## BD／DVD
| 卷數 | 發售日         | 收錄話數       | 規格編號     | 規格編號     |
| 卷數 | 發售日         | 收錄話數       | BD           | DVD          |
| ---- | -------------- | -------------- | ------------ | ------------ |
| 1    | 2014年7月18日  | 第1話－第3話   | AVXA-74482/B | AVBA-74473/B |
| 2    | 2014年8月22日  | 第4話－第6話   | AVXA-74483/B | AVBA-74474/B |
| 3    | 2014年9月26日  | 第7話－第8話   | AVXA-74484/B | AVBA-74475/B |
| 4    | 2014年10月24日 | 第9話－第11話  | AVXA-74485/B | AVBA-74476/B |
| 5    | 2014年11月28日 | 第12話－第14話 | AVXA-74486/B | AVBA-74477/B |
| 6    | 2014年12月26日 | 第15話－第16話 | AVXA-74487/B | AVBA-74478/B |
| 7    | 2015年1月23日  | 第17話－第19話 | AVXA-74488/B | AVBA-74479/B |
| 8    | 2015年2月27日  | 第20話－第22話 | AVXA-74489/B | AVBA-74480/B |
| 9    | 2015年3月27日  | 第23話－第25話 | AVXA-74490/B | AVBA-74481/B |

## 出版書籍

### 漫畫
Captain Earth（キャプテン・アース）
少年Sunday創刊55週年特別企劃第5彈。《週刊少年Sunday》（小學館）2014年19號開始連載，動畫播放結束後移至《Club Sunday》繼續連載。作画由中西寛擔當。單行本全4冊。
| 冊數 | 小學館         | 小學館                 |
| 冊數 | 發售日期       | ISBN                   |
| ---- | -------------- | ---------------------- |
| 1    | 2014年8月18日  | ISBN 978-4-09-125098-8 |
| 2    | 2014年10月17日 | ISBN 978-4-09-125260-9 |
| 3    | 2015年2月18日  | ISBN 978-4-09-125318-7 |
| 4    | 2015年5月18日  | ISBN 978-4-09-125840-3 |

### 相關書籍
キャプテン・アース 公式アーカイブ FINAL EXPAND
BONES（著者、監修）、Newtype（其他）、出版社：KADOKAWA / 角川書店
- 2014年10月24日発売、ISBN 978-4-04-102213-9

## 遊戲
由万代南梦宫娱乐於2015年2月26日發行的PlayStation Vita的遊戲。

## 外部連結
- （日語）TV動畫「Captain Earth」公式網站（页面存档备份，存于）
- （日語）TV動畫「Captain Earth」MBS公式網站（页面存档备份，存于）
- （日語）TV動畫「Captain Earth」TOKYO MX公式網站（页面存档备份，存于）
- （日語）TV動畫「Captain Earth」BS11電視台介紹
- （日語）TV動畫「Captain Earth」NICONICO網路直播專題（页面存档备份，存于）
- （日語）TV動畫「Captain Earth」b-ch萬代頻道網路付費專題（页面存档备份，存于）
- （日語）TV動畫「Captain Earth」BONES公式網站
- （日語）TV動畫「Captain Earth」官方的X（前Twitter）
- （繁體中文） TVB官方網站（页面存档备份，存于）
- （简体中文）队长 爱奇艺中文独播专区（页面存档备份，存于）